# Ibias
Ibias és un conceyu de la Comunitat Autònoma del Principat d'Astúries. Limita al nord amb Allande i A Fonsagrada i Negueira de Muñiz (Província de Lugo), a l'est amb Degaña i Cangas del Narcea, al sud amb Peranzanes i Candín (Província de Lleó) i a l'oest novament amb A Fonsagrada i Navia de Suarna, ambdues de Galícia.
És un dels municipis d'Asturies en els quals es parla gallec.

## Història

### Prehistòria i romanització
En aquesta zona hi ha una falta de restes dels primers períodes. La seva història més antiga comença amb les restes de dolmens, com els catalogats de Seroiro, Pradías, Andeo o Villares de Arriba. Entre els seus túmuls estan els de Chao dos Moullois que no tenen grans restes. La seva edat del ferro, apareix marcada per la cultura castrenya entre ells destacarem els Cecos, Villameirín, Fondodevilla, Sena o Laguía. Cap d'aquests castros ha estat excavat, i per això no es pot saber quins són posteriors a la conquesta romana.
El que sí que es pot saber per les restes d'explotacions auríferas que aquest concejo té, és que la dominació de l'imperi va tenir com objectivo el control dels jaciments d'or de l'occident asturià. En aquest concejo és on es troben la major resta de mines auríferas. Els assentaments romans també van explotar jaciments de plata a Penedela i riu de Porcos, on van aparèixer llucanes i diverses eines.

### Edat mitjana
Les primeres referències escrites d'aquesta zona es corresponen al període altomedieval i pertanyen a institucions eclesiàstiques que volien enriquir el seu patrimoni, així aquestes al·ludeixen a les fundacions monàstiques de Sante Marie de Zeques i Sancti Antonini de Ibias, la primera inclosa en el fals testament de Fruela II d'Astúries, encara que també hi ha molta documentació falsa. Entre els monestirs amb influència en aquesta zona destaca el de Corias.
En els segles XI al XIII, ja comença a tenir unes característiques més pròpies aquesta zona, apareix lel seu nom Ibia o Ibi, com una denominació englobadora de territoris. En aquesta zona el que més predominava era una presència laica, així la Casa d'Ibias o la de Ron, que són de les principals famílies locals, ostenta durant un gran període aquest territori sota el seu domini.
En el segle xiv, cal destacar un fet que marca el poder laic, és el litigi contra les persones hereves de la Casa de Ibias, ja que volien que se'ls reconeguessin tots els seus drets, les gents del lloc van pledejar al·legant que el senyoriu pertanyia al Príncep d'Astúries sense aconseguir-lo. La Cancelleria resoldrà a favor de la Casa de Ibias i això portarà una tensió antisenyorial. Es funden els mayorazgos d'Ibias i Ron que units als quals ja havia, creaven una gran zona exempta de jurisdicció ordinària. Arribant un moment que es definia a aquest concejo com a "concejo de Ybias que és de López Núñez Ron i d'altres senyors". En el segle xviii, la situació fou tibant i hi ha una gran quantitat de queixes al Rei sobre el poder i abusos d'aquests senyors i especialment de Miguel de Ron al que s'acusava d'haver fet en la vila de Cecos "vedat i jurisdicció tancada de forca i ganivet".
El Rei envià un visitador i a causa de les contundents notícies del visitador, el monarca va decidir embargar alguns vedats. Amb l'apel·lació dels seus titulars alguns els van recuperar i uns altres van passar definitivament a la jurisdicció ordinària. Els vedats s'havien reduït però encara havia gran quantitat d'ells. En aquesta època l'activitat agrària centrava l'economia del concejo, perquè indústria tot just havia, únicament la hidràulica per a la molta del gra.

### Seglexixfins ara
El segle xix va estar marcat per diferents fets. La guerra de la Independència, que va afectar el concejo d'una manera marginal. Més activitat van tenir les guerres Carlines, a causa dels moviments de diverses partides. El que es destaca en aquest segle, són les modificacions administratives, així Ibias ingressà en el partit judicial de Grandas de Salime i més tard en el de Cangas de Tineo. Després es van anar integrant en el concejo diferents vedats, si bé encara en van quedar alguns amb relativa independència. És en aquest segle quan Degaña se separa d'Ibias i aquest arriba a la configuració que té en l'actualitat.
En el segle xx, durant la dictadura de Primo de Rivera, la capital municipal es traslladarà, per uns mesos a Cecos. La guerra civil espanyola no va tenir operacions bèl·liques d'especial transcendència. Va tenir més importància quan va concloure la guerra, la partida guerrillera de Serafín Fernández Ramón "El Santeiro", que va seguir barallant durant un temps. El més destacable en aquest segle va ser el seu èxode rural, l'explotació minera d'antracita de Tormaleo, que va portar una redistribució de la seva població passant la seva capital San Antolín de Ibias del desè lloc per nombre d'habitants a ser el primer.

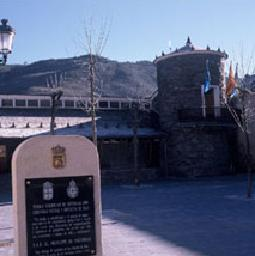
Ajuntament d'Ibias.

## Parròquies
El concejo d'Ibias està dividit en 11 parròquies rurals:
- Cecos
- Marentes
- Los Cotos (Os Coutos)
- Pelliceira (A Peliceira)
- San Antolín de Ibias (Santantolín d'Ibias)
- San Clemente
- Sena
- Seroiro
- Sisterna (Astierna)
- Taladrid (Taladriz)
- Tormaleo

## Evolució demogràfica
En el concejo de Ibias cal destacar la seva posició marginal respecte als centres de decisió regional. Va conèixer en el segle xx, un acusat despoblament que va ser unit a la ruïna del seu model històric basat en el treball rural. Va tenir una densitat de població relativament alta per a ser un concejo de muntanya, ja que en 1.920 tenia 7.387 habitants davant de les 2.469 persones que tenia en 1.995, o les 2.152 actuals. Aquesta pèrdua es va produir en l'última meitat del segle xx, on la seva emigració va anar a diferents llocs Amèrica, Europa, els centres industrials espanyols, o els centres industrials asturians. També per la seva situació de proximitat a la vall de Laciana. El seu despoblament ha estat de tal magnitud que la seva densitat de població no arriba a 10 habitants per quilòmetre quadrat, però que en les seves zones muntanyenques arriba a un abandó total, tenint com a conseqüència un gran envelliment progressiu de la població.

## Economia
Destacarem l'inici de l'activitat minera de Tormaleo que va produir una redistribució de la població, així el seu capital San Antolín de Ibias que era superada per diversos nuclis de població en nombre d'habitants, passa a ser el primer nucli amb una població de 400 habitants. La distribució de la població en el sector econòmic és diferent. El sector primari es dedica a la ramaderia en petites explotacions que tendiran a desaparèixer a causa de l'edat. Les principals explotacions agrícoles estan orientades cap als cultius herbacis de secà, i la producció de patata, nap i alguns cereals. Un cultiu de vella tradició com era el vinyer, no arriba a l'extensió que va tenir antany. El sector secundari es reduïx a l'extracció minera d'antracita, la resta d'activitat industrial tot just és significatiu, en l'actualitat compta amb extraccions de mines a cel obert, de gran impacte mediambiental, estant previst començar altres en Fondo de Vila i Tormaleo. El sector terciari es concentra a San Antolín, la capital del municipi, i a Luiña, tot això derivat de l'activitat minera.

## Política
Al concejo d'Ibias, des de 1979, el partit que més temps han governat ha estat el PSOE (vegeu llista d'alcaldes d'Ibias). A pesar d'això, l'actual alcaldessa és Nélida Barrero, exalcaldessa pel PSOE, i ara independent.
|      | AASI | PP | PSOE | IU-BA | CDS | URAS | Altres | Total |
| ---- | ---- | -- | ---- | ----- | --- | ---- | ------ | ----- |
| 1979 | -    | 0  | 1    | 3     | 7   | -    | 0      | 11    |
| 1983 | -    | 0  | 4    | 2     | -   | -    | 5      | 11    |
| 1987 | -    | 0  | 4    | 1     | 6   | -    | 0      | 11    |
| 1991 | -    | -  | 3    | 2     | 6   | -    | 0      | 11    |
| 1995 | -    | 2  | 3    | 1     | 5   | -    | 0      | 11    |
| 1999 | -    | 3  | 3    | 1     | -   | 4    | 0      | 11    |
| 2003 | -    | 4  | 6    | 1     | -   | 0    | 0      | 11    |
| 2007 | 3    | 3  | 2    | 1     | -   | -    | 0      | 9     |